# Lerista colliveri
Lerista colliveri este o specie de șopârle din genul Lerista, familia Scincidae, descrisă de Patrick J. Couper și Collingwood Ingram în anul 1992. Conform Catalogue of Life specia Lerista colliveri nu are subspecii cunoscute.